# Dragbo
Dragbo var liksom Västerbo och Åsbo en liten by i området kring Gammelsäll i Hedesunda socken i nuvarande Gävle kommun. Den är känd i skriftliga källor från 1646. En familj emigrerade till Nordamerika 1910. Byn upphörde på 1930-talet.